# Bombardeo de Rabaul (1942)
El Bombardeo de Rabaul fue una operación aliada durante la Guerra del Pacífico en la Segunda Guerra Mundial entre febrero y marzo de 1942. Los bombardeos fueron contraataques contra la base que el Imperio del Japón había establecido en Rabaul, Papúa Nueva Guinea, semanas después de su captura en la Batalla de Rabaul.
El bombardeo fue iniciado el 19 de febrero de 1942 por una fuerza de la Armada de los Estados Unidos bajo el mando del Vicealmirante Wilson Brown y dirigida por el buque Lexington. Más adelante, el mismo comandante lideró otra fuerza apoyada por el portaaviones Yorktown el 10 de marzo de 1942 con el mismo propósito, entre otros objetivos, en el este de Nueva Guinea.
Los bombardeos estadounidenses recibieron apoyo por parte de la Real Fuerza Aérea Australiana durante el mes de marzo.